# イタリア共和党
イタリア共和党（イタリアきょうわとう、イタリア語: Partito Repubblicano Italiano、略称: PRI）は、イタリアの政党。1895年に創設された、古参の自由主義政党である。

## 概要
イタリア共和党は自らの起源を19世紀のイタリア統一運動、なかでも「イタリア統一の三傑」の1人である青年イタリアのジュゼッペ・マッツィーニの思想・運動の流れに位置づけている。

### 19世紀から第二次世界大戦まで
結党直後は左派とされ、イタリア社会党（PSI）と提携していた。中部イタリアに支持基盤があったが、イタリア王国の政界においては傍流の存在だった。また第一次世界大戦に際しては左派の主導権を社会党に奪われた。戦後、ベニート・ムッソリーニのファシスト党が政権を握り一党独裁制を確立すると、共和党も1926年に禁止され、主要メンバーの多くは逮捕されたが、一部は海外で亡命政党として活動を続け、スペイン内戦に参加した。また第二次世界大戦中の1943年にムッソリーニ政権が崩壊しイタリアが降伏すると、メンバーの多くは対ナチス・ドイツのレジスタンス活動に加わったが、この戦いにおいてはムッソリーニを支持してきたイタリア王国の王党派が加わっていたため、公式には臨時政府・国民解放委員会（CLN）に参加しなかった。

### 戦後、連立与党として

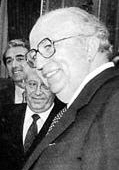
ジョヴァンニ・スパドリーニは共和党から首相となった

第二次世界大戦後、イタリアは1946年の王政廃止についての国民投票を経て共和国となった。しかし議会はキリスト教民主主義（DC）とイタリア共産党（PCI）の2党が議席の多くを占めるようになり、共和党は両党に挟まれる形で中道派の小政党に転落した。だが王政が廃止されたこともあってアルチーデ・デ・ガスペリ首相率いる連立政権に参加し、初めて与党入りした。以後、1962年に下野するまで中道右派連立与党の一角を占め、下野後も翌1963年にアルド・モーロがキリスト教民主主義とイタリア社会党を軸とする中道左派連立政権を樹立すると、これに参加した。1981年には党指導者のジョヴァンニ・スパドリーニが、第二次世界大戦後のイタリアで初めてキリスト教民主主義以外から選出された首相となった（この時点では共和党は下院における第7党で、こうした少数政党から首相が選出されることは議院内閣制下の連立政権でも世界的にみて珍しい例とされる）。この間、党の得票率は1%から最大でも5%前後だった が、戦後イタリアで連立政権が続くなか比較的、重要な位置を占め続けた。しかし1991年4月、ジュリオ・アンドレオッティ内閣から離脱し、久しぶりに野党となった。

### タンジェントポリ以後
1990年代前半にイタリア政界が冷戦の終結およびタンジェントポリの直撃を受け政界再編の大波を被ると共和党も勢力を左右に分裂させ、ますます規模を縮小させていった。だが他党が最終的に解散もしくは党名変更に至ったにもかかわらず、野党であった共和党は辛うじて生き延び、1996年の総選挙では中道左派政党連合「オリーブの木」に加わった。しかし選挙後にはロマーノ・プロディ内閣を支持しつつも批判する立場に転じ、2001年の総選挙では立ち位置を一転させてシルヴィオ・ベルルスコーニ率いる中道右派政党連合「自由の家」と選挙協力に踏み切り、これを批判する党内左派の議員が離党し、欧州共和運動などを結成してオリーブの木に残留した。2006年の総選挙でも保守政党フォルツァ・イタリアとの統一名簿で、2008年の総選挙でも保守政党・自由の人民から、それぞれ当選者を出した。
イタリア共和党は、特定の地域に拠らない議会政党としてはタンジェントポリとそれに続く政界再編の前後で、同一名称のまま存続したイタリアでも珍しい政党である（他に全国政党としては当時はまだ新党だった緑の連盟が、地域政党としては南チロル人民党が、それぞれ議会政党として存続しているが、全国規模の古参政党としては唯一である）。
現在の書記長（幹事長とも訳される）は、フランチェスコ・ヌカーラ（it）。